# Krilatica
Krilatica (macedónul: Крилатица) település Észak-Macedóniában, a Északkeleti körzetben, Kratovo községben.

## Népesség
| Lakosok száma | 453  | 478  | 449  | 362  | 238  | 228  | 141  | 59   |
|               | 1948 | 1953 | 1961 | 1981 | 1991 | 1994 | 2002 | 2021 |

- 2002-ben 141 lakosa volt, akik mindannyian macedónok.